# 4670 Йосіноґава
4670 Йосіноґава (4670 Yoshinogawa) — астероїд головного поясу, відкритий 19 грудня 1987 року.
Тіссеранів параметр щодо Юпітера — 3,624.
Названо на честь Йосіноґави (яп. よしのがわ(吉野川) йосіноґава).